# 偏執音狂
〈偏執音狂〉（英語：PARANOIA）為英雄聯盟所推出的虛擬團體「心鋼之聲（HEARTSTEEL）」，所演唱的一首歌曲。於2023年10月23日正式發布。

## 團體介紹
心鋼之聲是由六位成員所組成的虛擬音樂團體，其中四位成員的真實藝術家身分為不同國籍的人，分別是：邊伯賢、ØZI、卡爾•斯魯比（Cal Scruby）、Tobi Lou。
| 藝名         | 國籍     | 英語         | 本名              | 詮釋      | 定位            |
| ------------ | -------- | ------------ | ----------------- | --------- | --------------- |
| 伯賢         |          | Baek-hyun    | 邊伯賢 （변백현） | 伊澤 瑞爾 | 主唱            |
| ØZI          | 臺灣     | ØZI          | 陳奕凡            | 賽特      | 共同團長、 饒舌 |
| 卡爾• 斯魯比 | 美国     | Cal Scruby   | Cal Scruby        | 慨影      | 饒舌、 樂器手   |
| Tobi Lou     | 奈及利亞 | Tobi Adeyemi | Tobi Adeyemi      | 卡桑帝    | 共同團長、 主唱 |

## 歷程
2023年10月17日，公布了心鋼之聲的成員。
2023年10月21日，官方發布了〈偏執音狂〉的MV預告片。
2023年10月23日，官方正式發布〈偏執音狂〉的MV。
2023年11月19日，在英雄聯盟S13世界大賽決賽現場邊伯賢與ØZI、卡爾•斯魯比（Cal Scruby）、Tobi Lou所組成的HEARTSTEEL（心鋼之聲），現場表演《PARANOIA（偏執音狂）》。

## 迴響
MV才上架2天而已，就衝破799萬觀看次數。
英雄聯盟2023賽季世界大賽於韓國首爾的高尺天空巨蛋舉行，心鋼之聲的現場演出間接幫助了T1於主場優勢下獲得了總冠軍。

## 發行歷史
| 發行地區 | 發行日期       | 發行形式 |
| -------- | -------------- | -------- |
| 全球     | 2023年10月23日 | 串流     |

## 延伸閱讀
- 英雄聯盟